# Sonnac-sur-l'Hers
Sonnac-sur-l'Hers é uma comuna francesa na região administrativa de Occitânia, no departamento de Aude. Estende-se por uma área de 13,74 km². Em 2010 a comuna tinha 136 habitantes (densidade: 9,9 hab./km²).